# Choi Suchol
Choi Suchol (* 13. Mai 1958 in Ch'unchŏn, Kangwondo) ist ein südkoreanischer Schriftsteller.

## Leben
Choi Suchol wurde am 13. Mai 1958 in Ch'unch'ŏn in der Provinz Kangwon geboren. Er studierte an der Seoul National University Französische Literatur. Seit 1997 ist er als Professor für Kreatives Schreiben an der Hanshin Universität tätig. Er debütierte 1981 in der Chosun Ilbo, als er mit Blinder Fleck (맹점) einen Wettbewerb gewann.
Choi Suchols Stil wird als modern angesehen, da er sich nicht nach konventionellen Strukturen wie beispielsweise der Reihenfolge von Ursache und Wirkung richtet. Er vertieft sich in das Grenzgebiet zwischen Bewusstsein und Unterbewusstsein und schenkt der verwendeten Sprache und dem Schreibstil genauso viel Aufmerksamkeit wie dem Inhalt selbst. Choi Suchol stellt dabei fundamentale philosophische Fragen über das Selbst auf und darüber, was außerhalb desselben wahrgenommen wird, wie Sensibilität und Wahrnehmung das Bewusstsein beeinflussen oder wie Wahrnehmung und Erinnerungen durch Sprache wiedergegeben werden.

## Arbeiten

### Koreanisch
Kurzgeschichtensammlungen
- 공중누각 Luftschloss. 1985.
- 화두, 기록, 화석 Thema, Aufzeichnung, Fossil. 1987.
- 몸에 대한 은밀한 이야기들 Heimliche Geschichten über den Körper. 1994, ISBN 89-7012-104-8.
- 내 정신의 그믐 Mein Geist am Ende des Monats. 1995, ISBN 89-320-0747-0.
- 분신들 Alter Ego. 1998, ISBN 89-320-1048-X.
- 모든 신포도 밑에는 여우가 있다 Unter jeder Rebe gibt es einen Fuchs. 2001, ISBN 89-464-1348-4.
- 갓길에서의 짧은 잠 Kurzes Nickerchen auf dem Seitenstreifen. 2012, ISBN 978-89-320-2350-2.

Romane
- 고래 뱃속에서 Im Bauch eines Wal. 1989, ISBN 89-7012-076-9.
- 즐거운 지옥의 나날 Tage der fröhlichen Hölle. 1990.
- 알몸과 육성 Almom-gwa yuksŏng. 1991.
- 어느 무정부주의자의 사랑 Die Liebe eines Anarchisten. 1991. (4 Bände)
- 벽화 그리는 남자 Der Wandmaler. 1992, ISBN 89-338-0018-2.
- 불멸과 소멸 Unsterblichkeit und Aussterben. 1995. (2 Bände)
- 매미 Zikade. 2000, ISBN 89-320-1186-9.
- 페스트 Pest. 2005. (2 Bände)
- 침대[4] Bett. 2011, ISBN 978-89-320-2213-0.

## Auszeichnungen
- 1988: 윤동주문학상 (Yun-Tong-ju-Literaturpreis)
- 1993: 제17회 이상문학상 (17. Yi-Sang-Literaturpreis)
- 2010: 제17회 김준성 문학상 (17. Kim-Chun-sǒng-Literaturpreis)